# Keita Ichikawa
Keita Ichikawa (japanisch 市川 恵多 Ichikawa Keita; * 3. Oktober 1990 in Maebashi, Präfektur Gunma) ist ein ehemaliger japanischer Fußballspieler.

## Karriere
Keita Ichikawa erlernte das Fußballspielen in der Schulmannschaft der Maebashi Commercial High School und der Universitätsmannschaft der Tōyō-Universität. Seinen ersten Vertrag unterschrieb er 2013 bei Giravanz Kitakyushu. Der Verein spielte in der zweithöchsten Liga des Landes, der J2 League. Für den Verein absolvierte er 26 Ligaspiele. 2017 wechselte er zum Ligakonkurrenten Thespakusatsu Gunma. Am Ende der Saison 2017 stieg der Verein in die dritte Liga ab. Für Thespakusatsu absolvierte er 20 Ligaspiele. 2019 wechselte er zum Regionalligisten FC Tiamo Hirakata nach Hirakata. Mit dem Verein spielte er in der Kansai Soccer League. Am Ende der Saison 2020 wurde er mit Tiamo Meister und stieg in die vierte Liga auf. Nach insgesamt 31 Ligaspielen für Tiamo beendete er am 1. Februar 2022 seine Karriere als Fußballspieler.

## Erfolge
FC Tiamo Hirakata
- Kansai Soccer League: 2020